# Куангнгай (провинция)

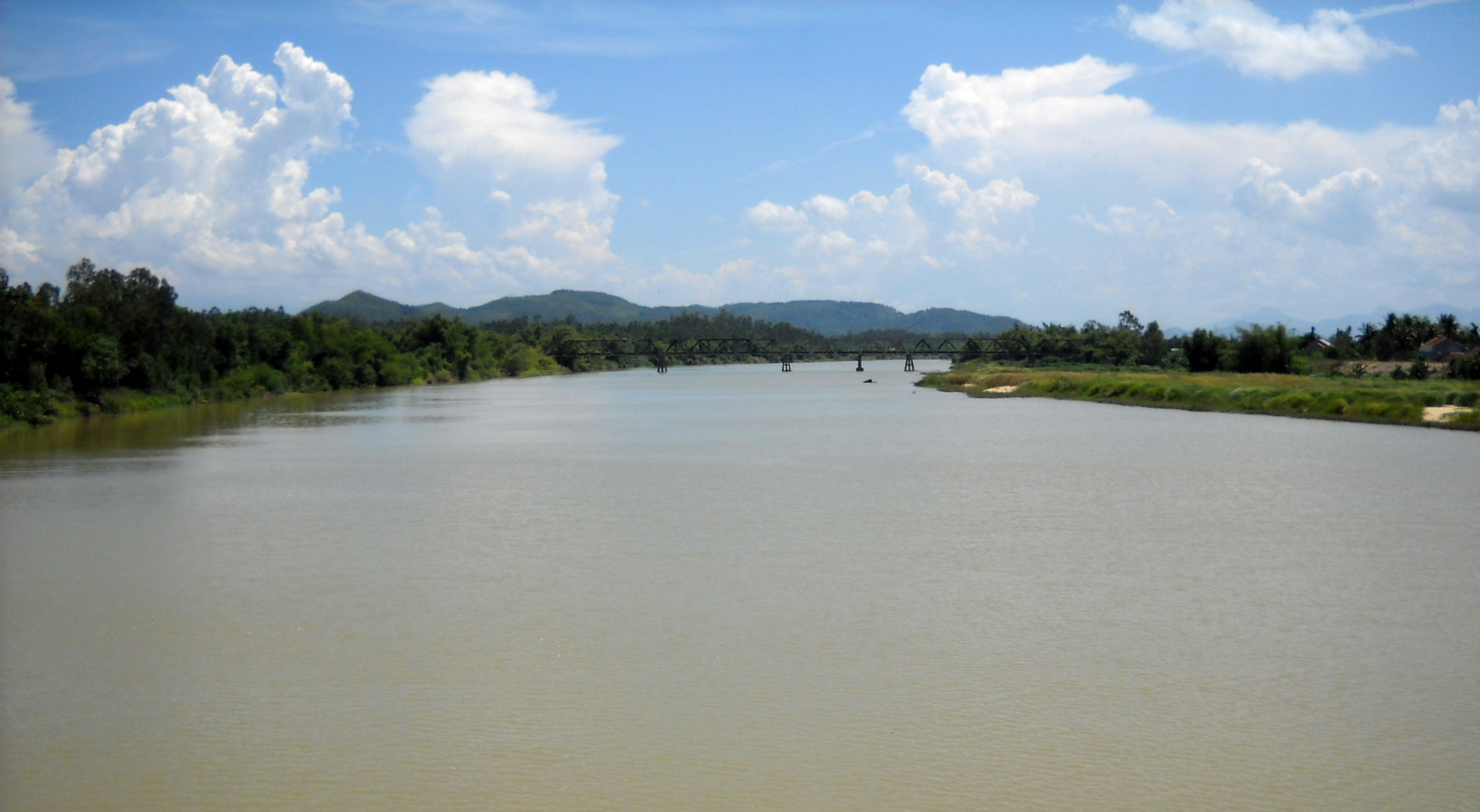
Река Чабонг

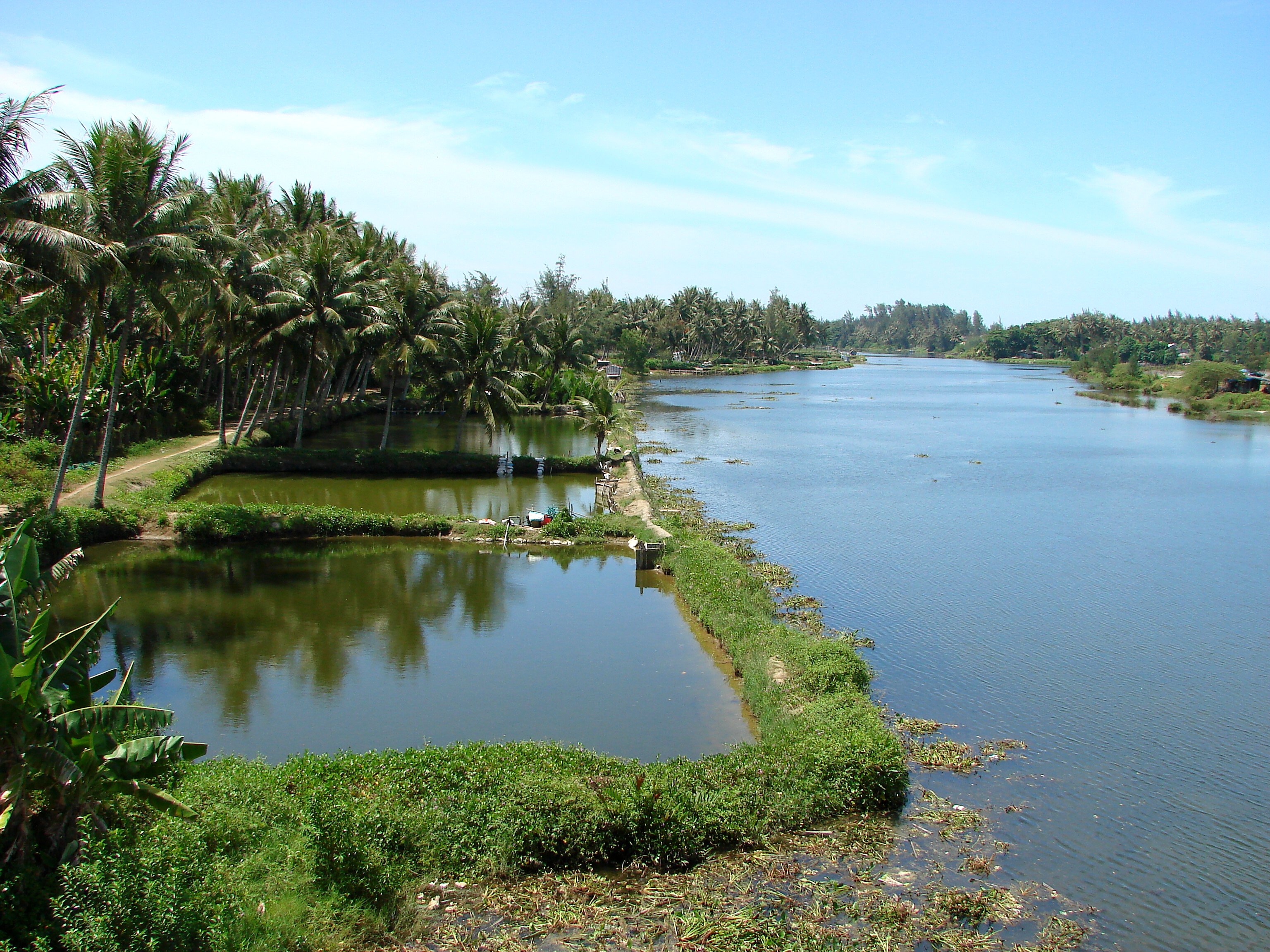
Недалеко от места массового убийства в Сонгми. Фото 2009 г.

Куангнга́й (вьет. Quảng Ngãi, тьы-ном 廣義) — провинция в центральной части Вьетнама, на побережье Южно-Китайского моря. Административный центр провинции — город провинциального подчинения Куангнгай — находится в 884 км от Ханоя и в 835 км от Хошимина.

## География
Провинция Куангнгай находится практически на одинаковом удалении от Ханоя и Хошимина. На севере граничит с провинцией Куангнам, на юге — с Биньдинь, на востоке — с Зялай и Контум. Провинцию окружают горы хребта Чыонгшон.

## История
Во время войны во Вьетнаме в провинции находился оплот сил Вьетконга. Мировую известность получило массовое убийство в Сонгми, в результате которого американцы уничтожили более 500 мирных жителей.

## Административное деление
Провинция Куангнгай подразделяется на:
- город провинциального подчинения Куангнгай

и 13 уездов:
- Бато (Ba Tơ)
- Бинь Шон (Bình Sơn)
- Дыкфо (Đức Phổ)
- Миньлонг (Minh Long)
- Модык (Mộ Đức)
- Лишон — островной уезд
- Тынгиа (Tư Nghĩa)
- Чабонг (Trà Bồng)
- Тэйча (Tây Trà)
- Шонтинь (Sơn Tịnh)
- Шонтэй (Sơn Tây)
- Шонха (Sơn Hà)
- Нгиахань (Nghĩa Hành)

## Климат
Климат тропический муссонный.

## Экономика
Основа экономики — сельское хозяйство, а также крупнейший нефтеперерабатывающий завод страны.

## Туризм
В провинции есть морские пляжи Шахюинь и Микхе.